# Бонайре, Синт-Эстатиус и Саба
Бона́йре, Синт-Эста́тиус и Са́ба (нидерл. Bonaire, Sint Eustatius en Saba), также применяется название Кари́бские Нидерла́нды (нидерл. Caribisch Nederland) — три особые общины Нидерландов в Карибском море, в архипелаге Малых Антильских островов в Вест-Индии.

## География
Владение включает острова: Бонайре (12°11′ с. ш. 68°17′ з. д.), Синт-Эстатиус (17°29′25″ с. ш. 62°58′30″ з. д.), Саба (17°38′00″ с. ш. 63°14′10″ з. д.) и ряд мелких прибрежных островов. Остров Бонайре находится в группе Подветренных островов, острова Саба и Синт-Эстатиус — в северной части Наветренных островов.
Бонайре, Синт-Эстатиус и Саба — часть бывшего владения Нидерландские Антильские острова, оставшаяся по результатам референдума после распада федерации Нидерландских Антильских островов в 2010 году.

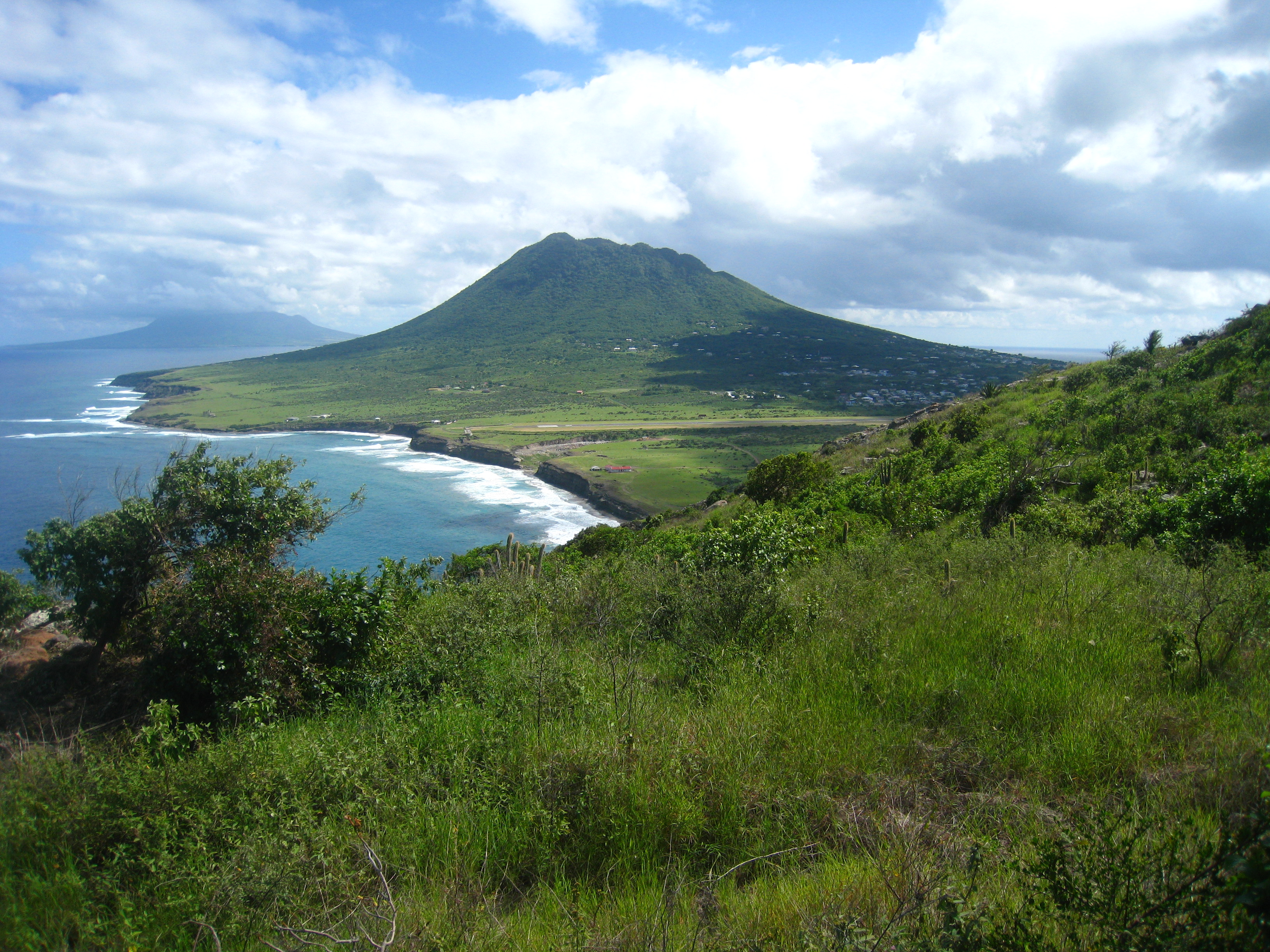
Остров Синт-Эстатиус
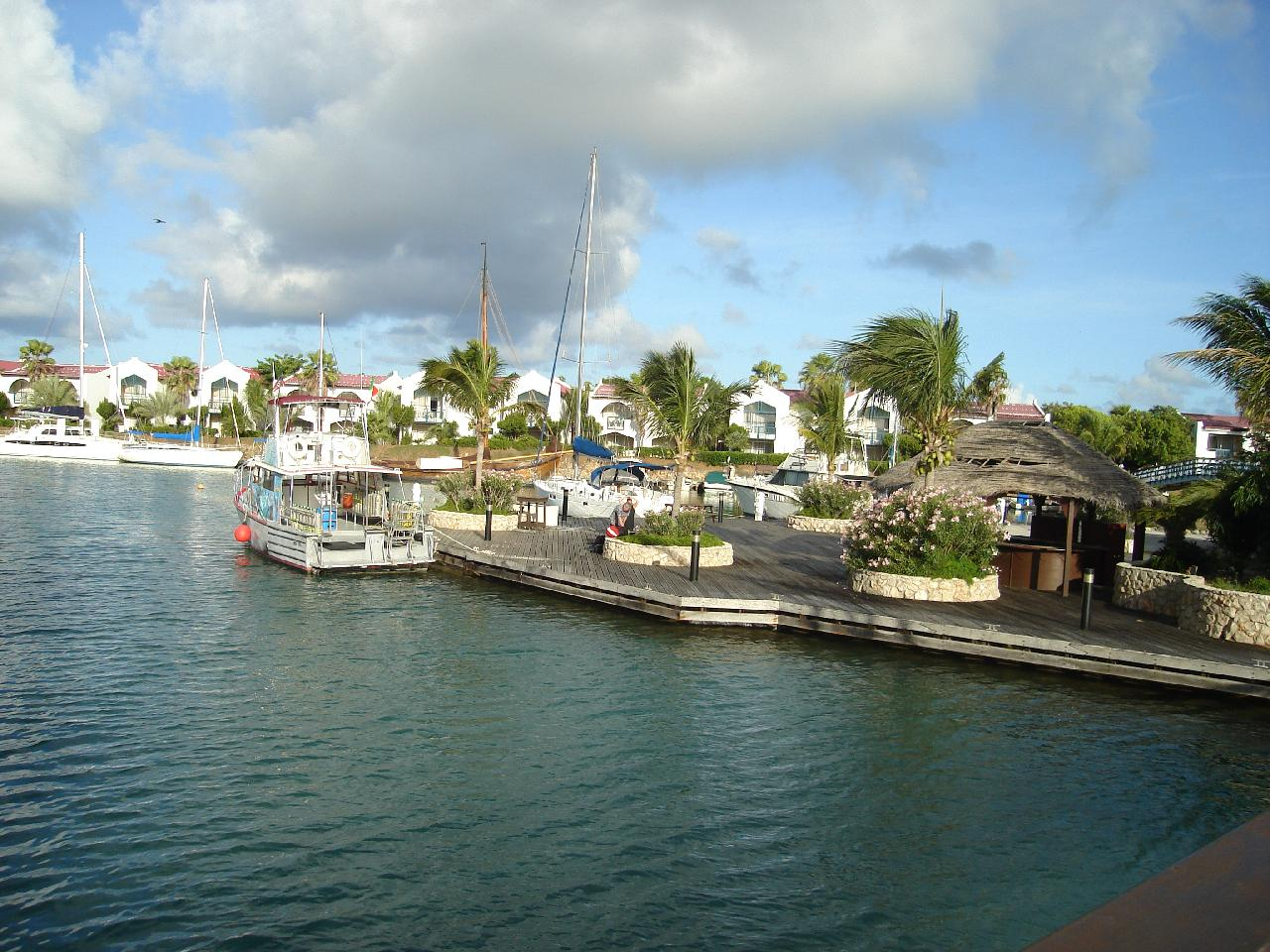
Гостиница на побережье острова Бонайре
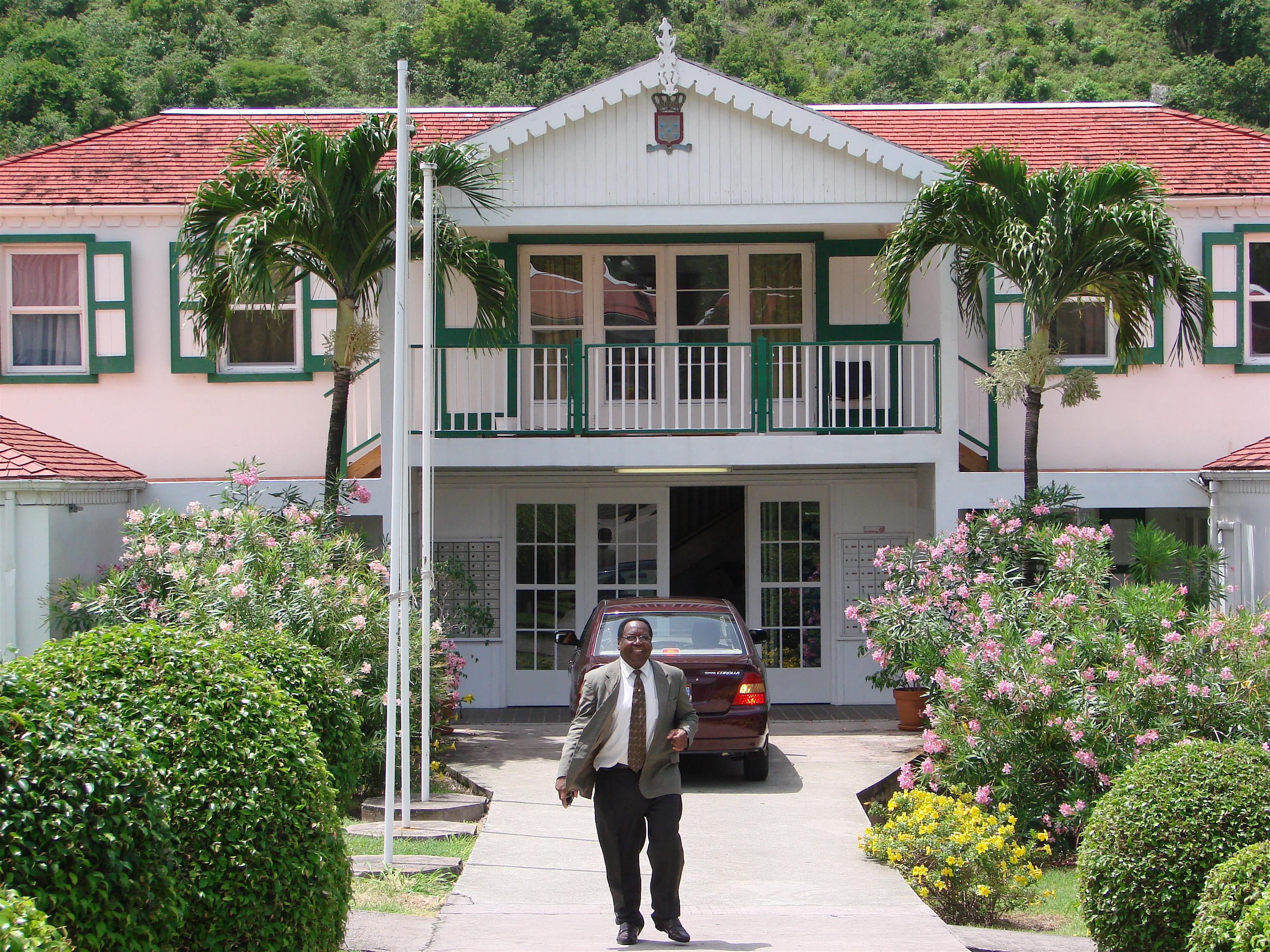
Административное здание в Боттоме, остров Саба

## Административно-территориальное устройство
Административно владение состоит из трёх особых общин (нидерл. bijzondere gemeenten), являющихся частями Нидерландов, но не входящих ни в одну из нидерландских провинций:
| Флаг          | Особая община | Адм. центр | Площадь, км² | Население, чел. (перепись/оценка) | Плотность населения, чел./км² |
| ------------- | ------------- | ---------- | ------------ | --------------------------------- | ----------------------------- |
| Бонайре       | Бонайре       | Кралендейк | 288          | 15 666 (2011)                     | 54,40                         |
| Синт-Эстатиус | Синт-Эстатиус | Ораньестад | 21           | 3583 (2010)                       | 170,62                        |
| Саба (остров) | Саба          | Боттом     | 13           | 1781 (2010)                       | 137,00                        |
|               | Всего         |            | 322          | 21 030                            | 65,31                         |

Население островов — около 25 тыс.чел. — состоит из потомков голландцев, британцев и африканцев.